# Sledgehockey op de Paralympische Winterspelen

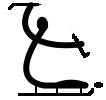
Pictogram van Sledgehockey.

Sledgehockey is een van de sporten die op het programma van de Paralympische Spelen staan. De sport is toegankelijk voor sporters met een lichamelijke handicap aan de benen. De sport staat onder auspiciën van de Internationaal Paralympisch Comité (IPC). Het staat sinds Lillehammer 1994 op het programma van de Paralympische Winterspelen.
Deze sport is een vorm van ijshockey maar dan op een prikslee. De kleding en het grootste deel van de spelregels komen overeen met die van ijshockey.

## Kwalificatie
De landen die meedoen aan het WK voor A landen zijn zeker van kwalificatie voor de paralympische winterspelen. Van de landen die meedoen aan het WK voor B-landen zijn de nummers één en twee gekwalificeerd om mee te doen.

## Medailles

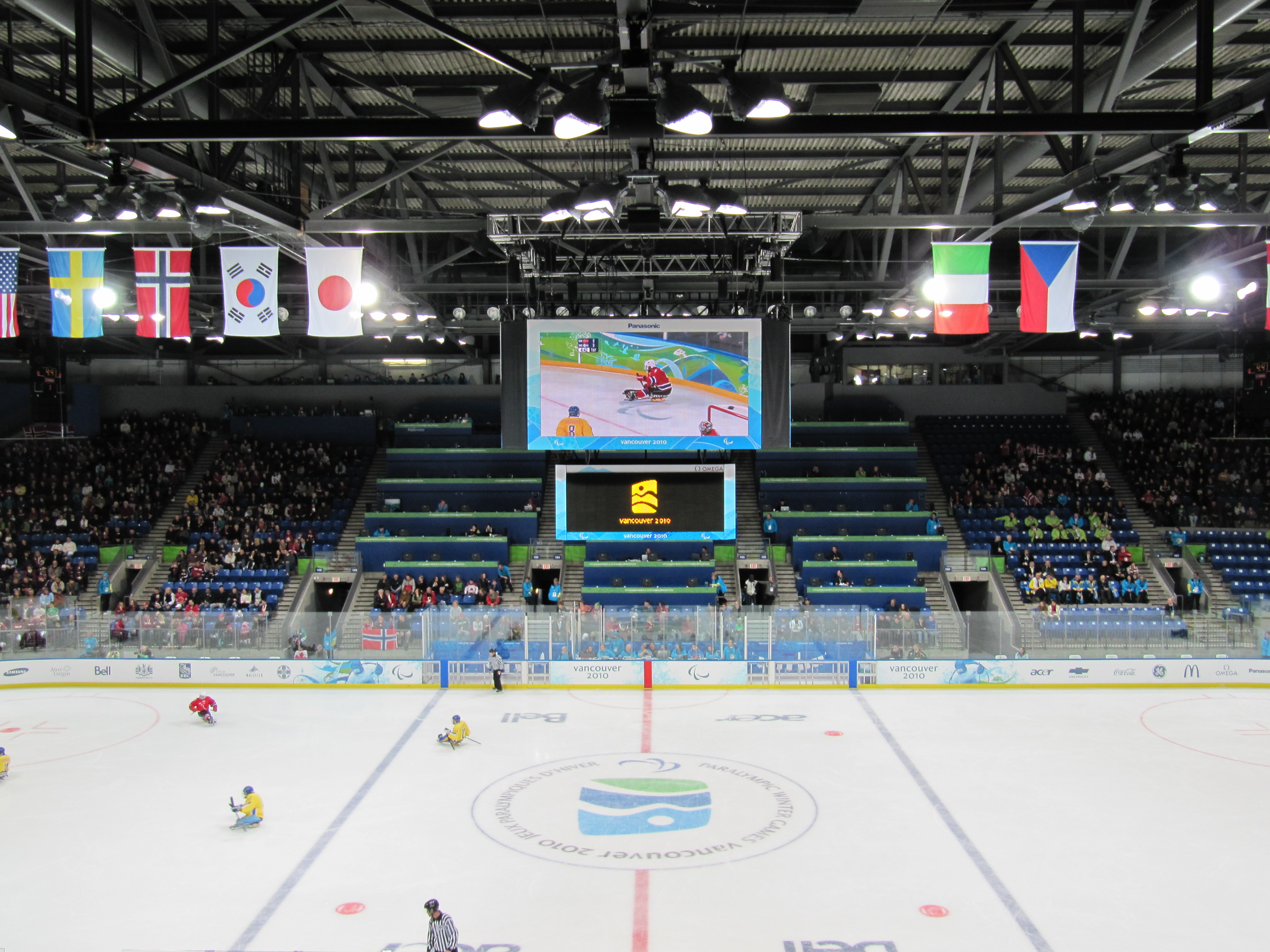
Noorwegen - Zweden in 2010

| Editie              | Goud · | Zilver · | Brons · |
| ------------------- | ------ | -------- | ------- |
| Lillehammer 1994    | SWE    | NOR      | CAN     |
| Nagano 1998         | NOR    | CAN      | SWE     |
| Salt Lake City 2002 | USA    | NOR      | SWE     |
| Turijn 2006         | CAN    | NOR      | USA     |
| Vancouver 2010      | USA    | JPN      | NOR     |
| Sotsji 2014         | USA    | RUS      | CAN     |

## Deelnemende landen
| Editie              | landen                                        |
| ------------------- | --------------------------------------------- |
| Lillehammer 1994    | CAN - EST - GBR - NOR - SWE                   |
| Nagano 1998         | CAN - EST - GBR - JPN - NOR - USA - SWE       |
| Salt Lake City 2002 | CAN - EST - JPN - NOR - USA - SWE             |
| Turijn 2006         | CAN - GER - GBR - ITA - JPN - NOR - USA - SWE |
| Vancouver 2010      | CAN - ITA - JPN - NOR - CZE - USA - SWE - KOR |
| Sotsji 2014         | CAN - NOR - CZE - SWE - RUS - USA - ITA - KOR |

1994 · 1998 · 2002 · 2006 · 2010 · 2014 · 2018
Alpineskiën · Biatlon · Langlaufen · Priksleeën · Rolstoelcurling · Sledgehockey · Snowboarden